# 칸토어 함수

단위 구간에 나타낸 컨토어 함수의 그래프

수학에서 칸토어 함수(영어: Cantor function)는 연속이지만 절대 연속은 아닌 함수의 예시이다. 이 함수는 칸토어 삼진함수(영어: Cantor ternary function), 르베그 함수(영어: Lebesgue function), 르베그의 특이함수(영어: Lebesgue's singular function), 칸토어-비탈리 함수(영어: Cantor-Vitali function), 악마의 계단(영어: Devil's staircase), 칸토어 계단 함수(영어: Cantor staircase function), 그리고 칸토어-르베그 함수(영어: Cantor-Lebesgue function)로도 불린다. Georg Cantor (1884)는 칸토어 함수를 소개했으며 Scheeffer가 Carl Gustav Axel Harnack에 의한 미적분학의 기본 정리의 확장에 반례가 존재한다는 것을 지적했을 때 사용되었다. 칸토어 함수는 Scheeffer (1884), Lebesgue (1904) 그리고 Vitali (1905)에 의해서 논의되었고 유명해졌다.

## 정의
그림을 보라. 수식적으로 칸토어 함수 c : [0,1] → [0,1]을 정의하려면, x가 [0,1]에 있다고 가정하고 다음 단계를 따라서 c(x)를 얻는다:
1. x를 삼진법으로 나타낸다.
2. x에 1이 있을 경우, 첫번째 1 이후의 모든 자릿수를 0으로 바꾼다.
3. 모든 2를 1로 바꾼다.
4. 결과를 이진법으로 해석하면 c(x)가 된다.

예를 들면:
- 1/4는 삼진법으로 0.02020202...이다. 1이 없기 때문에 다음 단계에도 여전히 0.02020202...이다. 2를 1로 바꾸면 0.01010101...이다. 2진법으로 읽으면, 이 수는 1/3이다, 따라서 c(1/4) = 1/3이다.
- 1/5는 삼진법으로 0.01210121...이다. 첫번째 1 이후의 자리를 0으로 바꾸면 0.01000000...이 된다. 2가 없기 때문에 바꾸지 않는다. 이진법으로 읽으면, 이 수는 1/4이다, 따라서 c(1/5) = 1/4이다.
- 200/243는 삼진법으로 0.21102 (or 0.211012222...)이다. 첫번째 1 이후 0으로 바꾸면 0.21이다. 이것은 0.11로 바뀐다. 이진법으로 읽으면, 이 수는 3/4이다, 따라서 c(200/243) = 3/4이다.

## 특성
칸토어 함수는 연속성과 측도에 관한 직관에 반한다. 이 함수는 어디서나 연속이고 거의 어디서나 기울기가 0이지만(즉 함수가 증가할 확률이 0%) {\textstyle x}가 0에서 1로 감에 따라서 {\textstyle c(x)}도 0에서 1로 가며, 그 사이의 모든 값들을 지난다. 칸토어 함수는 균등 연속(정확히는 멱지수가 α = log 2/log 3인 횔더 연속이다)이지만 절대 연속은 아닌 함수의 예시로 가장 많이 인용되는 함수이다. 이 함수는 (0.x1x2x3...xn022222..., 0.x1x2x3...xn200000...)의 형태의 구간에서 상수함수이고, 칸토어 집합에 속하지 않는 모든 점은 이 구간에 속해있어서 칸토어 집합의 외부에서는 기울기가 0이다. 반면에, 위에서 설명한 끝점을 포함하는 칸토어 집합의 비가산 부분집합은 미분계수가 존재하지 않는다.
칸토어 함수는 칸토어 집합을 지지집합으로 가지는 1/2-1/2 베르누이 측도 μ의 누적 확률 분포 함수로 볼 수 도 있다: {\textstyle c(x)=\mu ([0,x])}. 칸토어 분포라 불리는 이 분포는 이산적인 부분이 없다. 즉, 대응하는 측도는 원자가 없다. 이것은 함수에서 비약 불연속점이 없는 이유이다(어떤 비약 불연속점은 측도의 원자로 대응한다).
하지만, 칸토어 함수의 상수부분이 아닌 부분은 확률 밀도 함수의 적분으로 나타낼 수 있다. 어떤 구간에서 거의 어디서나 영이 아닌 어떤 추정 확률 밀도 함수를 적분하면 이 분포에서 확률이 0인 구간에 양의 확률을 준다. 특히 Vitali (1905)이 지적했듯이 이 함수는 도함수가 거의 어디서나 존재함에도 불구하고 그 함수의 도함수의 적분이 아니다.
칸토어 함수는 특이 함수의 일반적인 예시이다.
칸토어 함수는 감소하지 않고, 특히 그 그래프는 길이를 갖는 곡선을 정의한다.  Scheeffer (1884)는 이 그래프의 곡선 길이는 2라는 것을 보였다.

## 다른 정의

### 재귀적 구성
아래에서는 단위 구간에서 칸토어 함수로 수렴하는 함수의 수열 {ƒn}을 정의할 것이다.
ƒ0(x) = x라고 하자.
그리고 모든 정수 n ≥ 0에 대해서, 다음 함수 ƒn+1(x)는 다음과 같이 ƒn(x)를 이용해서 정의된다:
ƒn+1(x) = 0.5 × ƒn(3x),  (0 ≤ x ≤ 1/3 )
ƒn+1(x) = 0.5,  (1/3 ≤ x ≤ 2/3 )
ƒn+1(x) = 0.5 + 0.5  × ƒn(3 x − 2),  (2/3 ≤ x ≤ 1).
세 정의는 양 끝점인 1/3과 2/3에서 양립 가능하다. 왜냐하면 모든 n에 대해서 ƒn(0) = 0이고 ƒn(1) = 1이기 때문이다. 혹자는 ƒn이 위에서 정의한 칸토어 함수에 모든 점에서 수렴하는지를 볼 수 있을 것이다. 게다가, 수렴은 균등하다. 당연히 ƒn+1의 정의에 의해 세 경우로 나오기 때문에 다음을 볼 수 있다.
{\displaystyle \max _{x\in [0,1]}|f_{n+1}(x)-f_{n}(x)|\leq {\frac {1}{2}}\,\max _{x\in [0,1]}|f_{n}(x)-f_{n-1}(x)|,\quad n\geq 1.}
ƒ가 극한 함수를 의미한다면 모든 n ≥ 0에 대해서 다음을 따른다:
{\displaystyle \max _{x\in [0,1]}|f(x)-f_{n}(x)|\leq 2^{-n+1}\,\max _{x\in [0,1]}|f_{1}(x)-f_{0}(x)|.}
또한 시작하는 함수는 ƒ0(0) = 0, ƒ0(1) = 1 그리고 ƒ0가 유계이기만 하면 실제로는 전혀 문제가 되지 않는다.

### 프랙탈 부피
칸토어 함수는 칸토어 집합과 밀접한 관련이 있다. 칸토어 집합 C는 구간 [0, 1]에서 삼진법에서 1 뒤에 0만이 나타나는 것(1000{\displaystyle \ldots }으로 끝나는 경우로, 1을 제거하기 위해서 0222{\displaystyle \ldots }로 바꿀 수 있다)을 제외하고 1이 나타나지 않는 숫자의 집합으로 정의할 수 있다. 칸토어 집합은 (비가산) 무한히 많은 점 (0차원 크기)을 가지지만 길이(1차원 크기)는 0인 프랙탈로 나타났다. D차원 크기 {\displaystyle H_{D}} (하우스도르프 측도의 관점에서)만이 유일하게 유한한 값을 가지며, 이 {\displaystyle D=\log(2)/\log(3)}는 C의 분수 차원이다. 이제 칸토어 함수를 칸토어 집합의 부분의 D차원 크기로 정의할 수 있다:
{\displaystyle f(x)=H_{D}(C\cap (0,x)).}

## 일반화
다음을 실수 0 ≤ y ≤ 1의 이진 표현이라고 하자.
{\displaystyle y=\sum _{k=1}^{\infty }b_{k}2^{-k}}
이 때, 자릿수 bk ∈ {0,1}이다. 그러면 다음의 함수를 생각하자
{\displaystyle C_{z}(y)=\sum _{k=1}^{\infty }b_{k}z^{k}.}
z = 1/3에 대해서, 이 함수의 역함수 x = 2 C1/3(y)는 칸토어 함수이다. 즉, y = y(x)는 칸토어 함수이다. 일반적으로, 어떤 z < 1/2에 대해서, Cz(y)는 칸토어 함수를 옆으로 눕힌 것처럼 보이며, z가 0에 가까워 질 수록 가운데 단계가 넓어진다.
위에서 언급했듯이, 칸토어 함수는 칸토어 집합에 대한 측도의 누적 분포 함수이다. 다른 칸토어 함수 또는 악마의 계단은 칸토어 집합이나 다른 프랙탈을 지지집합으로 가지는 다른 원자가 없는 확률 측도를 고려함으로 얻을 수 있다. 칸토어 함수는 미분계수가 거의 어디서나 0이지만, 현재 연구에서는 우상극한과 좌하극한이 달라서 미분계수가 존재하지 않는 점들의 집합의 크기에 관한 문제에 집중하고 있다. 미분가능성의 해석은 보통 프랙탈 차원의 관점에서 주어지며, 보통 하우스도르프 차원을 가장 많이 선택한다. 이 연구는 90년대에 칸토어 함수의 비-미분가능성의 집합의 하우스도르프 차원은 자신의 지지집합의 제곱 {\displaystyle (\log 2/\log 3)^{2}}이라는 것을 밝힌 Darst에 의해서 시작되었다. 더 최근에는 케네스 팔코너(Kenneth Falconer)는 이 제곱의 관계는 모든 Ahlfor의 정규, 특이 측도에 적용이 된다는 것을 밝혔다:{\displaystyle \dim _{H}\left\{x:f'(x)=\lim _{h\to 0^{+}}{\frac {\mu ([x,x+h])}{h}}{\text{ does not exist}}\right\}=\left(\dim _{H}\mathrm {supp} (\mu )\right)^{2}}나중에, Troscheit은 자기 등각(self-conformal)이고 자기유사 집합에 의해 지지되는 더 일반적인 정상화 깁스 측도에 대해서 미분 계수가 존재하지 않는 집합의 더 포괄적인 그림을 얻었다.

## 같이 보기
- 바이어슈트라스 함수

## 참고 문헌
- Bass, Richard Franklin (2013) [2011]. 《Real analysis for graduate students》 Seco판. Createspace Independent Publishing. ISBN 978-1-4818-6914-0.
- Cantor, G. (1884), “De la puissance des ensembles parfaits de points”, 《Acta Math.》 4: 381–392, doi:10.1007/BF02418423 Reprinted in: E. Zermelo (Ed.), Gesammelte Abhandlungen Mathematischen und Philosophischen Inhalts, Springer, New York, 1980.
- Darst, Richard B.; Palagallo, Judith A.; Price, Thomas E. (2010), 《Curious curves》, Hackensack, NJ: World Scientific Publishing Co. Pte. Ltd., ISBN 978-981-4291-28-6, MR 2681574
- Dovgoshey, O.; Martio, O.; Ryazanov, V.; Vuorinen, M. (2006), “The Cantor function” (PDF), 《Expo. Math.》 24 (1): 1–37, MR 2195181[깨진 링크]
- Fleron, J.F. (1994), “A note on the history of the Cantor set and Cantor function”, 《Math. Mag.》 67: 136–140, JSTOR 2690689
- Lebesgue, H. (1904), 《Leçons sur l’intégration et la recherche des fonctions primitives》, Paris: Gauthier-Villars
- Leoni, Giovanni (2017). A First Course in Sobolev Spaces: Second Edition. Graduate Studies in Mathematics. 181. American Mathematical Society. pp. 734. ISBN 978-1-4704-2921-8
- Scheeffer, Ludwig (1884), “Allgemeine Untersuchungen über Rectification der Curven”, 《Acta Math.》 5: 49–82, doi:10.1007/BF02421552
- Thomson, Brian S.; Bruckner, Judith B.; Bruckner, Andrew M. (2008) [2001]. 《Elementary real analysis》 Seco판. ClassicalRealAnalysis.com. ISBN 978-1-4348-4367-8.
- Vestrup, E.M. (2003). 《The theory of measures and integration》. Wiley series in probability and statistics. John Wiley & sons. ISBN 978-0471249771.
- Vitali, A. (1905), “Sulle funzioni integrali”, 《Atti Accad. Sci. Torino Cl. Sci. Fis. Mat. Natur.》 40: 1021–1034